# Macropsylla novaehollandiae
Macropsylla novaehollandiae är en loppart som beskrevs av Hastriter 2002. Macropsylla novaehollandiae ingår i släktet Macropsylla och familjen Macropsyllidae. Inga underarter finns listade i Catalogue of Life.